# Paul Constant Billot
Paul Constantin Billot ( * 1796 - 1863 ) fue un botánico francés, destacado profesor de Historia natural en Hagenau, Alsacia, bien conocido por sus cuidadosos y críticos nombramientos de plantas de Europa Central.

## Algunas publicaciones
- paul constantin Billot, friedrich wilhelm Schultz, pierre édouard Lamy. 1846. Traités sur les plantes et catalogues
- 1855. Annotations a la flore de France et d'allemagne. Ed. V. Edler (Haguenau). 301 pp.
- paul constantin Billot, friedrich wilhelm Schultz. 1836 - 1855. Flora Galliae et Germaniae exsiccata

## Honores

### Epónimos
- (Aspleniaceae) Asplenium billotii F.W.Schultz[1]
- (Asteraceae) Gnaphalium billotii F.W.Schultz[2]
- (Brassicaceae) Foleyola billotii Maire[3]
- (Poaceae) Bromus billotii F.W.Schultz[4]
- (Potamogetonaceae) Potamogeton billotii F.W.Schultz[5]
- (Ranunculaceae) Thalictrum billotii F.W.Schultz ex Jord.[6]
- (Rosaceae) Potentilla billotii Boulay[7]
- (Rosaceae) Rubus billotii P.J.Müll.[8]
- (Violaceae) Viola billotii F.W.Schultz[9]

- La abreviatura «Billot» se emplea para indicar a Paul Constant Billot como autoridad en la descripción y clasificación científica de los vegetales.[10]